# Kotlina Zasiecka
Kotlina Zasiecka (317.23) – mezoregion fizycznogeograficzny w Niemczech i zachodniej Polsce, stanowiący część Obniżenia Dolnołużyckiego (makroregion należący do Nizin Sasko-Łużyckich). Obszar Polski, sięgający po rzekę Lubszę, obejmuje 200 km² i jest jedyną na terytorium Polski częścią Obniżenia Dolnołużyckiego. Region przecina Nysa Łużycka, wzdłuż której przeprowadzona jest granica polsko-niemiecka.
Kotlina Zasiecka obejmuje nieckę końcową lobu lodowca i charakteryzuje się licznymi bagnami i splecionymi ciekami. Największe z nich to Rzeczyca (Tymnica) i Pstrąg (Strąg). Ponadto znajduje się w niej  kilka niewielkich, prawdopodobnie antropogenicznych jezior (Głębokie, Niwa, Płytkie, Drutów i Żurawno) oraz liczne stawy rybne.
Nazwa regionu pochodzi od Zasiek, głównej polskiej miejscowości regionu.
Znajduje się tu rezerwat przyrody Żurawno oraz kilka użytków ekologicznych, z których najcenniejsze to: Żurawie Bagna i Ruskie Stawy.

## Zdjęcia

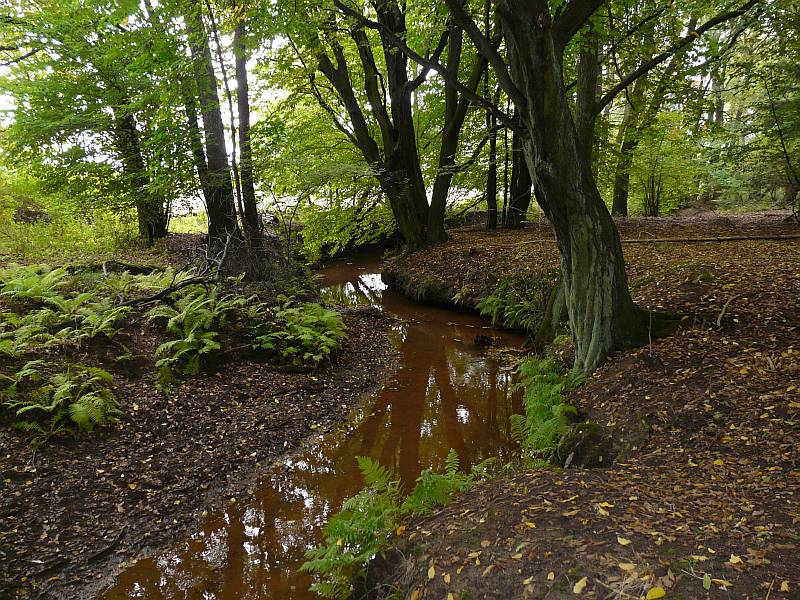
Rzeka Rzeczyca (Tymnica )
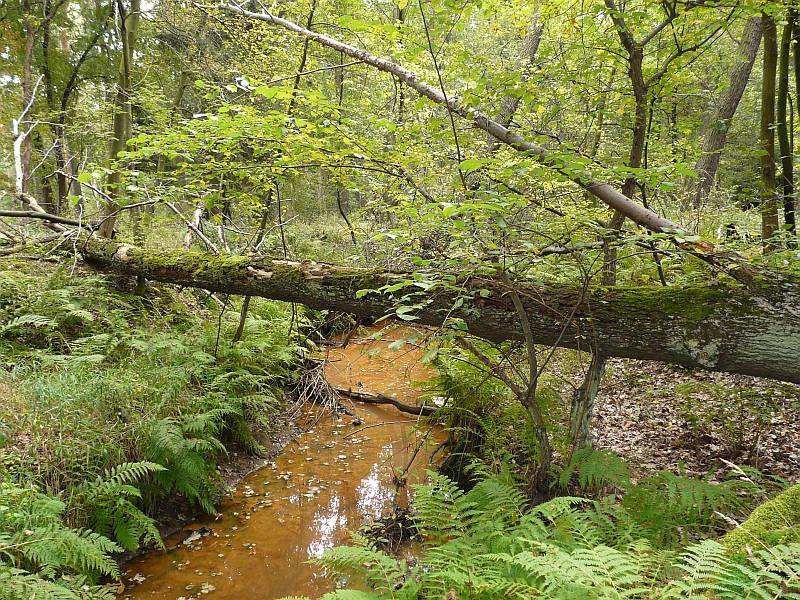
Rzeka Rzeczyca (Tymnica )
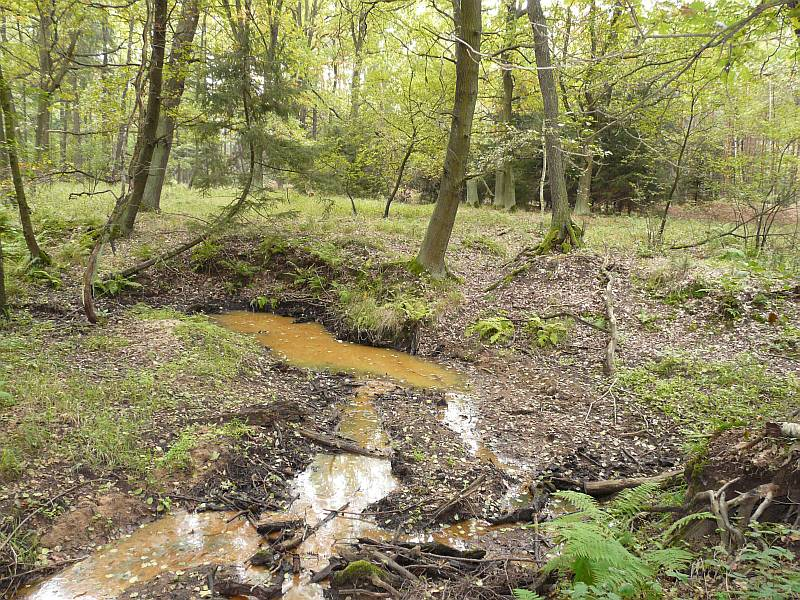
Rzeka Rzeczyca (Tymnica )
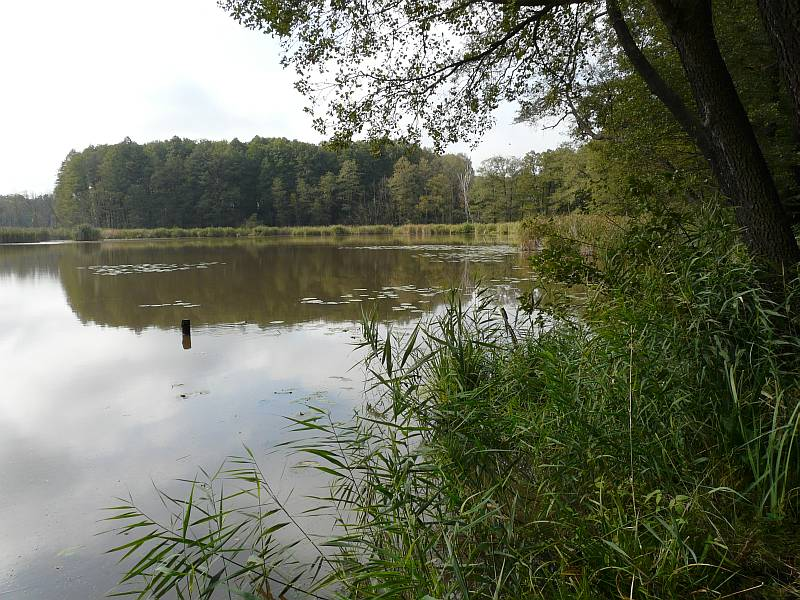
Jezioro Żurawno
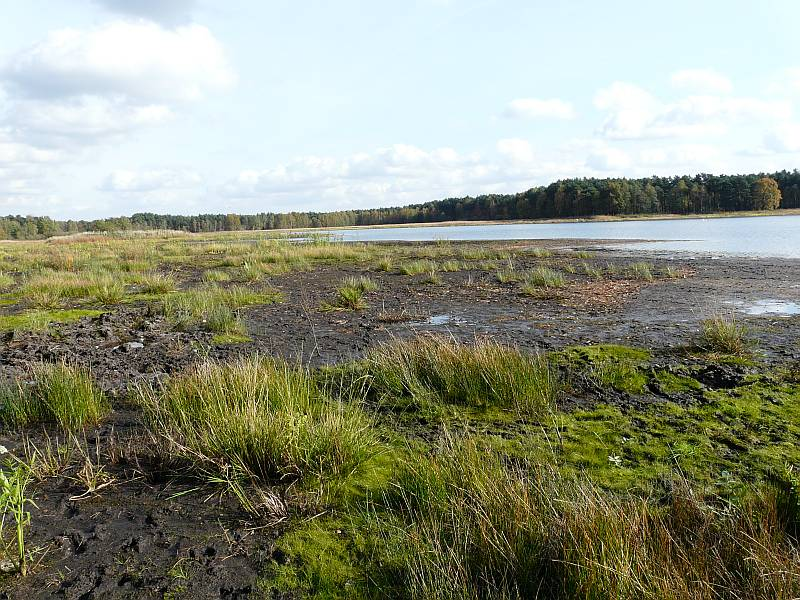
Staw Chełmski
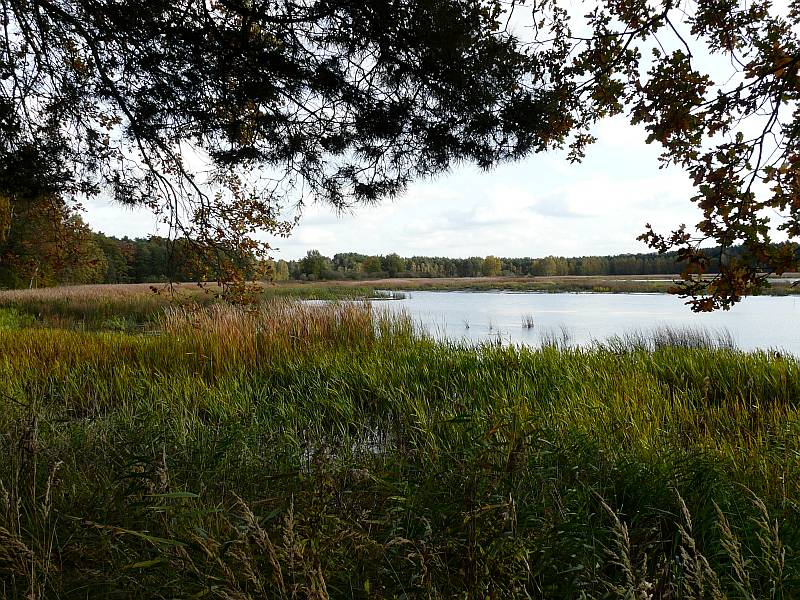
Staw Chełmski
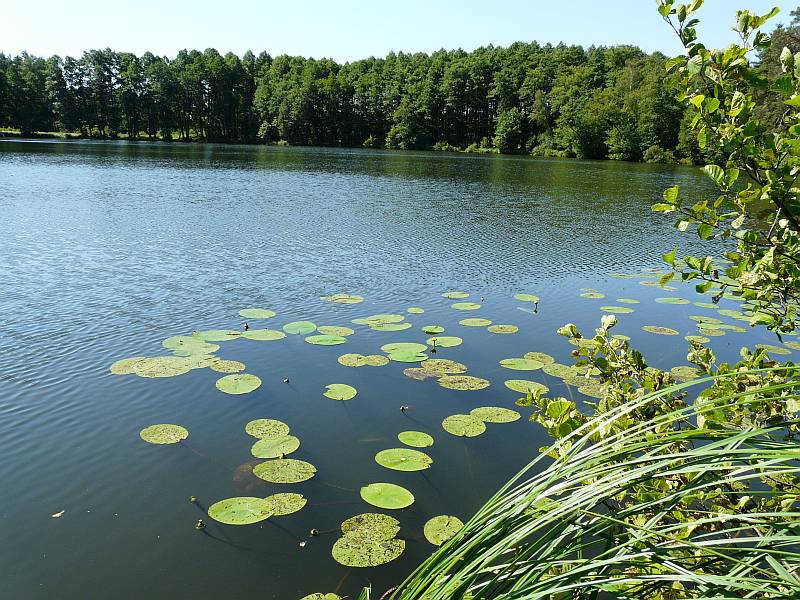
Jezioro Drutów
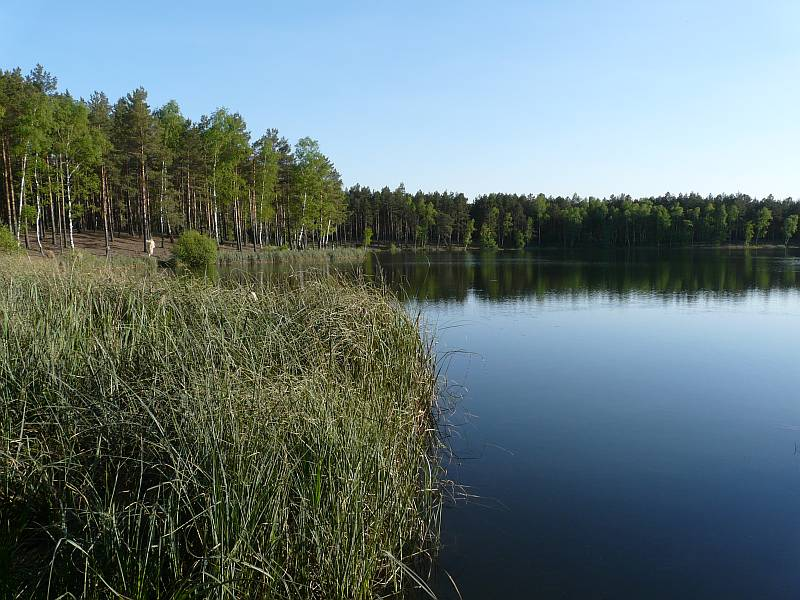
Jezioro Głębokie
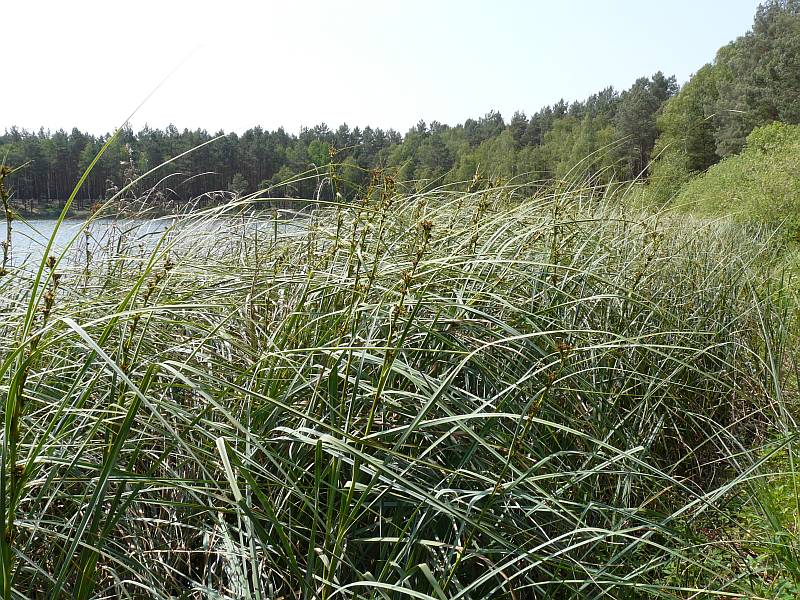
Jezioro Głębokie
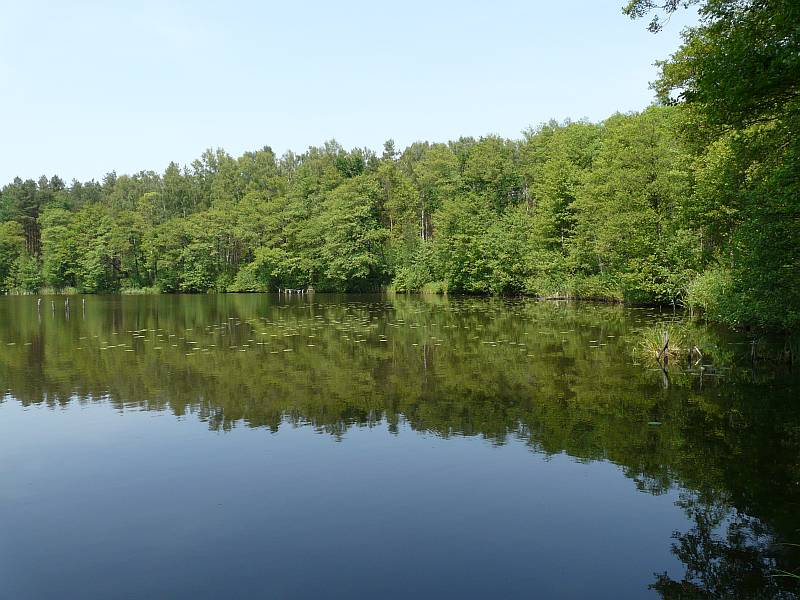
Jezioro Płytkie
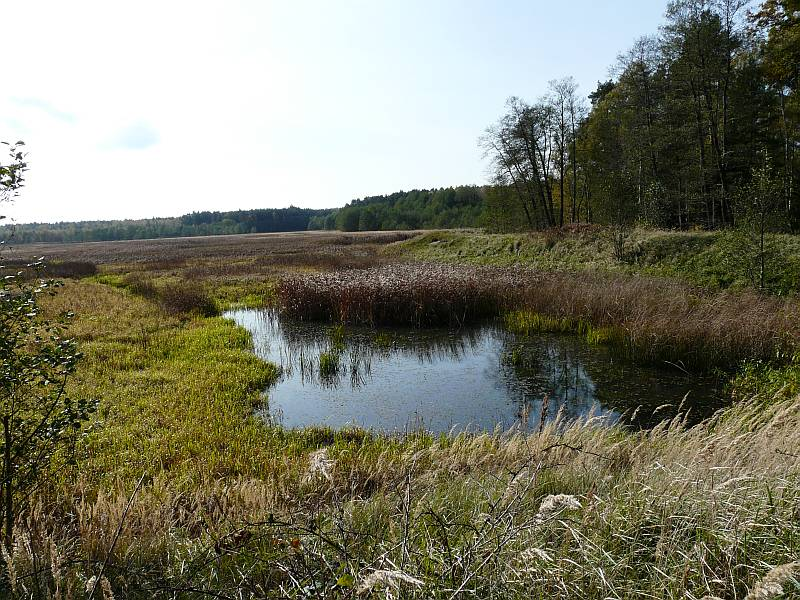
Ruskie Stawy
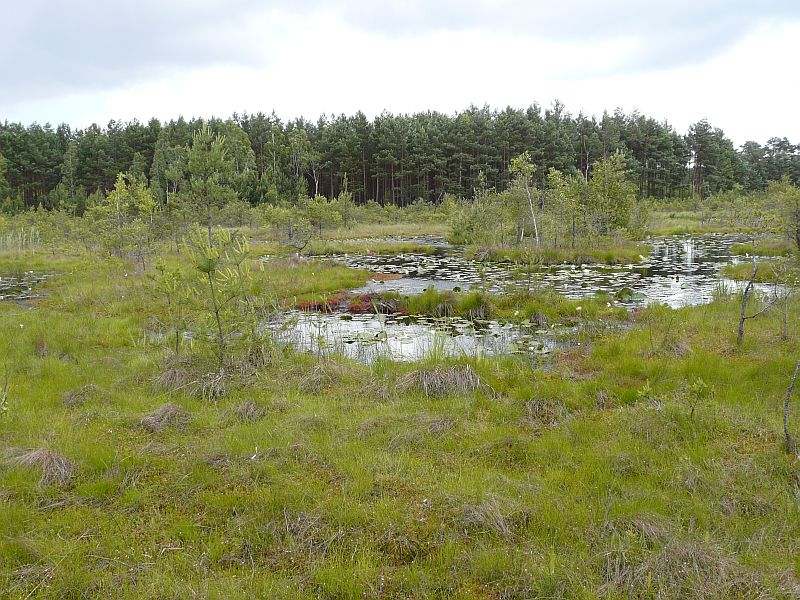
Torfowisko